# لشکر ۲۳ پیاده (ایالات متحده آمریکا)
لشکر ۲۳ پیاده (انگلیسی: Americal Division) لشکر پیاده‌نظام نیروی زمینی ایالات متحده آمریکا است، که در سال ۱۹۴۲ تأسیس شد و در سال ۱۹۷۱ منحل گردید.
لشکر ۲۳ پیاده یک لشکر پیاده‌نظام ارتش ایالات متحده در طول جنگ جهانی دوم، به‌طور خلاصه در اواسط دهه ۱۹۵۰ و جنگ ویتنام بود.
این لشکر در ۲۷ مه ۱۹۴۲ در جزیره کالدونیای جدید فعال شد. در شرایط اضطراری فوری پس از پرل هاربر، ایالات متحده با عجله یک نیروی ویژه برای دفاع از کالدونیای جدید در برابر حمله ترسناک ژاپن اعزام کرد. این لشکر تنها لشکری بود که در طول جنگ جهانی دوم در خارج از خاک ایالات متحده تشکیل شد (تمایزی که در طول جنگ ویتنام نیز تکرار شد). به پیشنهاد یکی از زیردستان، فرمانده لشکر، سرلشکر الکساندر پچ، درخواست کرد که واحد جدید به عنوان لشکر آمریکایی شناخته شود. این نام اختصاری «لشکر آمریکایی، کالدونیای جدید» بود. این نام‌گذاری غیرمعمول بود، زیرا به استثنای لشکر فیلیپین، تمام لشکرهای دیگر ایالات متحده با یک شماره شناخته می‌شدند. پس از جنگ جهانی دوم، لشکر آمریکایی رسماً به عنوان لشکر ۲۳ پیاده نامگذاری شد. با این حال، حتی در دستورات رسمی، به ندرت به این عنوان نامیده می‌شد.
در طول جنگ ویتنام، این لشکر سابقهٔ متفاوتی داشت. لشکر ۲۳ پیاده در نبردها و لشکرکشی‌های متعددی شرکت داشت، اما قتل‌عام مای لای که توسط یک دسته از تیپ ۱۱ پیاده‌، تابع این لشکر، به رهبری ستوان ویلیام کالی، انجام شد، به اعتبار این لشکر لطمه زد.
لشکر ۲۳ پیاده در اوایل صبح ۲۸ مارس ۱۹۷۱، هنگامی که ویت‌کنگ‌ها به سرویس اطلاعاتی فدرال مری آن، حمله کردند، متحمل شکست تاکتیکی شد. این حمله زیرساخت‌های کلیدی را نابود کرد و همچنین ۳۳ کشته و ۸۳ زخمی آمریکایی برجای گذاشت.
این لشکر پس از خروج از ویتنام جنوبی در نوامبر ۱۹۷۱ غیرفعال شد.